# Derrick Gaffney
Derrick Gaffney (Jacksonville, Florida; 24 de mayo de 1955-17 de marzo de 2025) fue un jugador estadounidense de fútbol americano que jugó ocho temporadas en la NFL con los New York Jets en la posición de wide receiver.

## Carrera
A nivel universitario jugó para los Florida Gators de 1974 a 1977 dirigido por Doug Dickey. En su temporada sénior logró una recepción de touchdown de 99 yardas en la victoria por 48-3 ante los Rice Owls, siendo actualmente la recepción de touchdown más larga en la historia de la Southeastern Conference (SEC) history.
Fue seccionado en la octava ronda en la posición 197 del Draft de la NFL de 1978 por los New York Jets, equipo en el que jugó de 1978 a 1984 y en 1987, siendo su mejor año el de 1978 donde recibió ocho pases para 691 yardas.
Jugó 100 partidos de carrera con los Jets, de los cuales 68 fueron como titular, logró 156 recepciones para 2613 yardas y siete touchdowns.

## Estadísticas
En negrita aparecen sus mejores estadísticas de por vida por temporada.

### Temporada regular
| Año  | Equipo | Partidos | Partidos | Estadísticas | Estadísticas | Estadísticas | Estadísticas | Estadísticas |
| Año  | Equipo | PJ       | PT       | Rec          | Yds          | Prom.        | Largo        | TD           |
| ---- | ------ | -------- | -------- | ------------ | ------------ | ------------ | ------------ | ------------ |
| 1978 | NYJ    | 16       | 16       | 38           | 691          | 18.2         | 50           | 3            |
| 1979 | NYJ    | 16       | 16       | 32           | 534          | 16.7         | 43           | 1            |
| 1980 | NYJ    | 13       | 5        | 24           | 397          | 16.5         | 36           | 2            |
| 1981 | NYJ    | 16       | 13       | 14           | 246          | 17.6         | 39           | 0            |
| 1982 | NYJ    | 9        | 2        | 11           | 207          | 18.8         | 45           | 1            |
| 1983 | NYJ    | 16       | 10       | 17           | 243          | 14.3         | 35           | 0            |
| 1984 | NYJ    | 12       | 7        | 19           | 285          | 15.0         | 29           | 0            |
| 1987 | NYJ    | 2        | 0        | 1            | 10           | 10.0         | 10           | 0            |
|      |        | 100      | 69       | 156          | 2,613        | 16.8         | 50           | 7            |

### Playoffs
| Año  | Equipo | Partidos | Partidos | Estadísticas | Estadísticas | Estadísticas | Estadísticas | Estadísticas |
| Año  | Equipo | PJ       | PT       | Rec          | Yds          | Prom.        | Largo        | TD           |
| ---- | ------ | -------- | -------- | ------------ | ------------ | ------------ | ------------ | ------------ |
| 1981 | NYJ    | 1        | 1        | 4            | 64           | 16.0         | 26           | 0            |
| 1982 | NYJ    | 3        | 0        | 5            | 57           | 11.4         | 20           | 1            |
|      |        | 4        | 1        | 9            | 121          | 13.4         | 26           | 1            |